# عمه العاهة
عَمَهُ العاهة هو العجز عن إدراك الذات، وهيَ عبارَة عن حالة يعاني الشخص فيها من عجز معين وهو غير مدرك بوجود هذا العجز. سُمي هذا المرض بهذا الاسم بواسطة عالم الأعصاب جوزيف بابينسكي عام 1914. عمه العاهة ناتج عن ضرر أعصاب الدماغ في النصف الأيمن منه. هذه الحالة تختلف عن حالة الانكار التي تنتج عن حاله نفسيه عند استقبال أي مصيبه سواء من وفاة أو غيرها. يرتبط كلاهما بضرر في النصف الأيمن من الدماغ. عمه العاهة أحيانًا يصاحبه حالة (Asomatognosia) وهو نوع من الإهمال بحيث أنهم ينفون ملكيتهم لأطرافهم. 

## الأسباب
أسباب هذه الحالة إلى الآن ليست معروفة. كشفت دراسة أن عمه العاهة ظاهرة متعددة الأوجه. حيث أن بإمكانها أن تظهر بعديد من الأعراض العصبية ومن ضمنها العجز الحركي (الشلل النصفي) والعجز الحسي (العمى الشقي، الخدر أو التنميل النصفي) والعجز الحيزي (التجاهل وحيد الجانب) وعجز الذاكرة (العته) والعجز اللغوي (الحبسة الإستقبالية) بسبب خلل تشريحي- وظيفي في نظام المراقبة المنعزل.
عمه العاهة منتشر نسبياً بعد الاصابه بالعديد من إصابات الدماغ مثل جلطات الدماغ وإصابات الدماغ الناتجة عن حوادث (مثلاً 10% إلى 18% من حالات عمه العاهة في الشلل النصفي عند حدوث الجلطة الحادة). لكن من الممكن ان تحدث بالتزامن مع تقريباً أي عجز عصبي. إنه أكثر حدوثا في الحالات الحادة من الحالات المزمنة وأكثر وضوحاً في تقييم الحالات المصابة بالآفات التي تستهدف النصف الدماغي الأيمن عن الأيسر، ولكن ليس له علاقة بارتباك الدماغ  الكلي أو المرونة الفكرية أو اضطرابات فكرية كبرى أخرى أو العجز الحسي أو الإدراكي.
عمه العاهة من الممكن أن يكون اختياريا بمعنى أن الشخص المصاب بالعديد من الاختلالات قد يبدو غير مدرك بعجز واحد بينما يكون مدركاً تماما بباقي الاختلالات. على سبيل المثال عمه العاهة للشلل النصفي ممكن أن يحصل مع الإدراك التام بتجاهل بصري حيزي وحيد الطرف أو العكس. ظاهرة الفصل المضاعف من الممكن أن تكون إشارة لاختلالات تابعة لجزء معين من الدماغ ذات الإدراك الحسي، بمعنى أن الضرر الدماغي ممكن يؤثر اختياريا على عملية المراقبة الذاتية للوظائف الحركية أو الذهنية.
هذه الحالة لا يبدو ان لها علاقة مباشرة بالعجز الحسي ويُعتقد بأنها ممكن أن تكون نتيجة في ضرر لعمليات ذهنية عصبية ذات مستوى عالي والتي لها علاقة في دمج المعلومات الحسية مع العمليات التي تساند التمثيل الجسدي أو الحيزي (يدخل من ضمنها الجهاز الحسي الجسدي) ويُعتقد بأن عمه العاهة له علاقة بالتجاهل الوحيد الطرفي وهي حالة تتواجد غالبا بعد حدوث ضرر للفص الدماغي الغير طاغي (غالباً الفص الأيمن) حيث أن المصابين يبدون غير قادرين على فهم أي شيء على جزء معين من اجسادهم (غالبا الجزء الايسر).
هناك العديد من الدراسات التي تبين أن التحفيز التوازني من الممكن أن يحسن مؤقتاً كلا من متلازمة التجاهل الحيزي وحيد الطرف وعمه العاهة للشلل النصفي الأيسر.
كان هناك بعض الحالات من عمه العاهة للنصف الأيمن من الدماغ بعد فشل أو دمار النصف الايسر من الدماغ، ولكن معدل الاصابه بهذه الحالة لم يتم تقديرها. هذه الحالة تكون مصاحبة للزهايمر وغالبا تعرض مع قلة الإدراك في خلله والإصرار على انه سليم ولايوجد أي اضطراب لديه (فلذلك تم تشبيهها بالزهايمر).
عمه العاهة يمكن ان تحدث كجزء من الحبسة الاستقبالية وهي حالة مرضية تسبب ضعف استيعاب للكلام وإنتاج الجمل بطلاقة ولكن بشكل غير مفهوم. المرضى الذين يعانون من الحبسة الاستقبالية لايستطيعون اصلاح مشاكلهم الصوتية وغالبا ما يكونون غاضبين ومحبطين مع الاشخاص الذين يتحدثون عن عدم قدرتهم في الفهم والاستيعاب.

## التقييم
تقيم عمه العاهة سريرياً عن طريق إعطاء المرضى استبيان خاص لاجل تقييم حالتهم الذهنية العلمية لمشاكلهم. ومع ذلك لا يوجد استبيان خاص كامل لهذا المرض ولا يوجد فائدة تكشف ماهية المرض من خلال المعلومات المأخوذة من هذه الاستبيانات. الاختلافات موجوده بين المرضى الذين لايدركون مشاكلهم النفسيه من الاستبيانات ولكن قد لوحظ تردد في المشاركة في استبيانات الشبكة العنكبوتية. على سبيل المثال المرضى الذين يعانون من عمه الهاعة بسبب الشلل النصفي قد يجدون أعذار لعدم القيام بالأعمال اليدوية رغم عدم اعترافهم بذلك مع إصابتهم بالشلل في الأطراف العلوية. حالات مشابهة يمكن أن تحدث للمرضى الذين يعانون من عمه العاهة بسبب اختلالات ذهنية بعد إصابتهم بضرر في الدماغ نتيجة حوادث عند مراقبة أخطائهم أثناء آداء المهام الخاصة بالذاكرة والانتباه وعند تنبؤ نتائج آدائهم قبل القيام بها. ممكن أن تحدث الحالة بين مرضى العته ومرضى عمه العاهة الناتج عن اختلالات ذهنية المتعلقة بالعته عند حثهم بكلمات مشابهة للعته مما يظهر معالجة المرحلة السابقة للانتباه مباشرة وأخذ معرفة عن مشاكلهم المتعلقة بالذاكرة. المثير للاهتمام أن المرضى الذين يعانون من عمه العاهة قد يبالغون في ادائهم عندما يُسألون أسئلة مباشرة.
عند تقييم اسباب المرض مع مرضى يعانون من جلطات دماغية فإن التصوير المقطعي يُستخدم لمعرفة موقع ومدى انتشار الضرر في أماكن مختلفة من الدماغ. مرضى الجلطات الدماغية التي يصاحبها عمه العاهة وجد ارتباطها بالآفات في منطقة الفصوص الجانبية العلوية ومنطقة المهاد عند مقارنتهم بالمرضى الذين لديهم حالة متوسطة من عمه العاهة أو عدم وجودها. بالمقابل بعد المعاناة من جلطة دماغية، فإن الأشخاص الذين لديهم درجة متوسطة من عمه العاهة لديهم احتمالية عالية بالإصابة بآفات في منطقة العقد القاعدية مقارنة بالمصابين بالدرجة الحادة من نفس المرض.

## علم النفس
على الرغم من أن عمه العاهة يستخدم كمصطلح للدلالة على عدم القدرة على اللإدراك بالإصابة العصبية بعد الجلطات الدماغية أو إصابات الدماغ الناتجة عن حوادث، فإن نفس المصطلح يستخدم للإشارة إلى ضعف البصيرة عند المصابين بفقدان الشهية العصابي. فلا يبدو أنهم قادرون على إستيعاب أنهم مصابون بمرض ذهني. هناك أدلة على أن العمه العاهي الانفصامي قد يكون ناتج عن اضطراب في الفص الأمامي. إي. فولير توريه (E. Fuller Torrey) عالم النفس والباحث في الانفصام، يذكر أن بين مرضي الفصام وثنائي القطب فإن العمه العاهي هو أكثر سبب لعدم الانتظام في تناول الأدوية. 

## العلاج
لايوجد علاج طويل المدى لعمه العاهة. كما هو الحال مع التجاهل وحيد الطرف، فإن الاختبار الحراري الانعكاسي (سكب ماء بارد ما دون درجة التجمد) معروف بأنه يساعد في تخفيف عدم الوعي بالإصابة العصبية ولكن طريقة عمله غير معروفة. يتوقع أن السبب يكمن في جذب الانتباه الكامل لجهة معينة مما يحفز جهاز التوازن الذي يقوم مؤقتاً بالتأثير على الإدراك. أغلب الحالات تتعافى مع الوقت ولكن بعض الحالات قد لا تتعافى أبداً. في حالة عدم الاستجابة، فإن المرضى يتم اخضاعهم لجلسات العلاج المعرفي السلوكي لتعليمهم التكيف مع اطرافهم الغير مستجيبة. طريقة أخرى للعلاج هي باستخدام تنبؤات المرضى بطريقة استجابتهم لعمل معين قبل القيام به ومقارنتها بالنتائج الفعلية لتطوير بصيرتهم. الصعوبة في إعادة التأهيل العصبي هو عدم قدرة المرضى على استيعاب ان لديهم مشكلة من الأساس وبالتالي عدم بحثهم عن علاج. في مرحلة الإصابة الحادة لا يمكن عمل الكثير سوى صنع علاقة علاجية بين المريض والمعالج من أجل الوصول لأسباب الارتباك والغيظ. نظرا لأن حدة الحالة تتغير بمرور الوقت فمن الصعب استخدام طريقة معالجة واحدة بجميع الحالات.
 بالنسبة للمرضى النفسيين، فإن الدراسات أثبتت بأن حدة الحالة ترتبط بشكل كبير مع عدم الانتظام على العلاج وإعادة التنويم لشدة الحالة. 15% من المرضى ذوي الحالات الشديدة يحتاجون إلى إكراه معنوي من أجل أن يحافظوا على استخدام الأدوية بشكل منتظم. يرتبط عمه العاهة بشكل كبير بالمشاكل الذهنية التي من الممكن أن تخل بالقدرة على الانتظام على العلاج.

## قراءة إضافية
- Amador, Xavier Francisco (2000). I am not sick, I don't need help! Helping the seriously mentally ill accept treatment. A practical guide for families and therapists. Vida Press. ISBN:0-9677189-0-2.
- Berti، A.؛ Bottini، G؛ Gandola، M؛ Pia، L؛ Smania، N؛ Stracciari، A؛ Castiglioni، I؛ Vallar، G؛ Paulesu، E (2005). "Shared Cortical Anatomy for Motor Awareness and Motor Control". Science. ج. 309 ع. 5733: 488–91. DOI:10.1126/science.1110625. PMID:16020740.
- Clare L, Halligan P (2006). "Neuropsychological Rehabilitation.". Pathologies of Awareness: Bridging the Gap between Theory and Practice. Taylor & Francis(Psychology Press). ISBN:978-1-84169-810-6.
- Lysaker، P؛ Bell، M؛ Milstein، R؛ Bryson، G؛ Beam-Goulet، J (1994). "Insight and psychosocial treatment compliance in schizophrenia". Psychiatry. ج. 57 ع. 4: 307–15. PMID:7899525.
- Pia، Lorenzo؛ Neppi-Modona، Marco؛ Ricci، Raffaella؛ Berti، Anna (2004). "The Anatomy of Anosognosia for Hemiplegia: A Meta-Analysis". Cortex. ج. 40 ع. 2: 367–77. DOI:10.1016/S0010-9452(08)70131-X. PMID:15156794.
- Ramachandran, V. S.; Blakeslee, Sandra (1999). Phantoms in the brain: probing the mysteries of the human mind. New York: Quill. ISBN:0-688-17217-2.{{استشهاد بكتاب}}:  صيانة الاستشهاد: أسماء متعددة: قائمة المؤلفين (link)
- Torrey, E. Fuller (2012). The Insanity Offense. New York: W.W. Norton & Company. ص. 111–122. ISBN:978-0-393-34137-9.
- Vuilleumier، P (2004). "Anosognosia: The Neurology of Beliefs and Uncertainties". Cortex. ج. 40 ع. 1: 9–17. DOI:10.1016/S0010-9452(08)70918-3. PMID:15070000.